# Харадзюку (станция)
Станция Харадзюку (яп. 原宿駅 харадзюку эки) — железнодорожная станция на линии Яманотэ, расположенная в специальном районе Сибуя, Токио. Станция была открыта 30 октября 1906 года. В окрестностях станции расположен Храм Мэйдзи, а также большой торгово-развлекательный район. На станции установлены автоматические платформенные ворота.

## Планировка станции

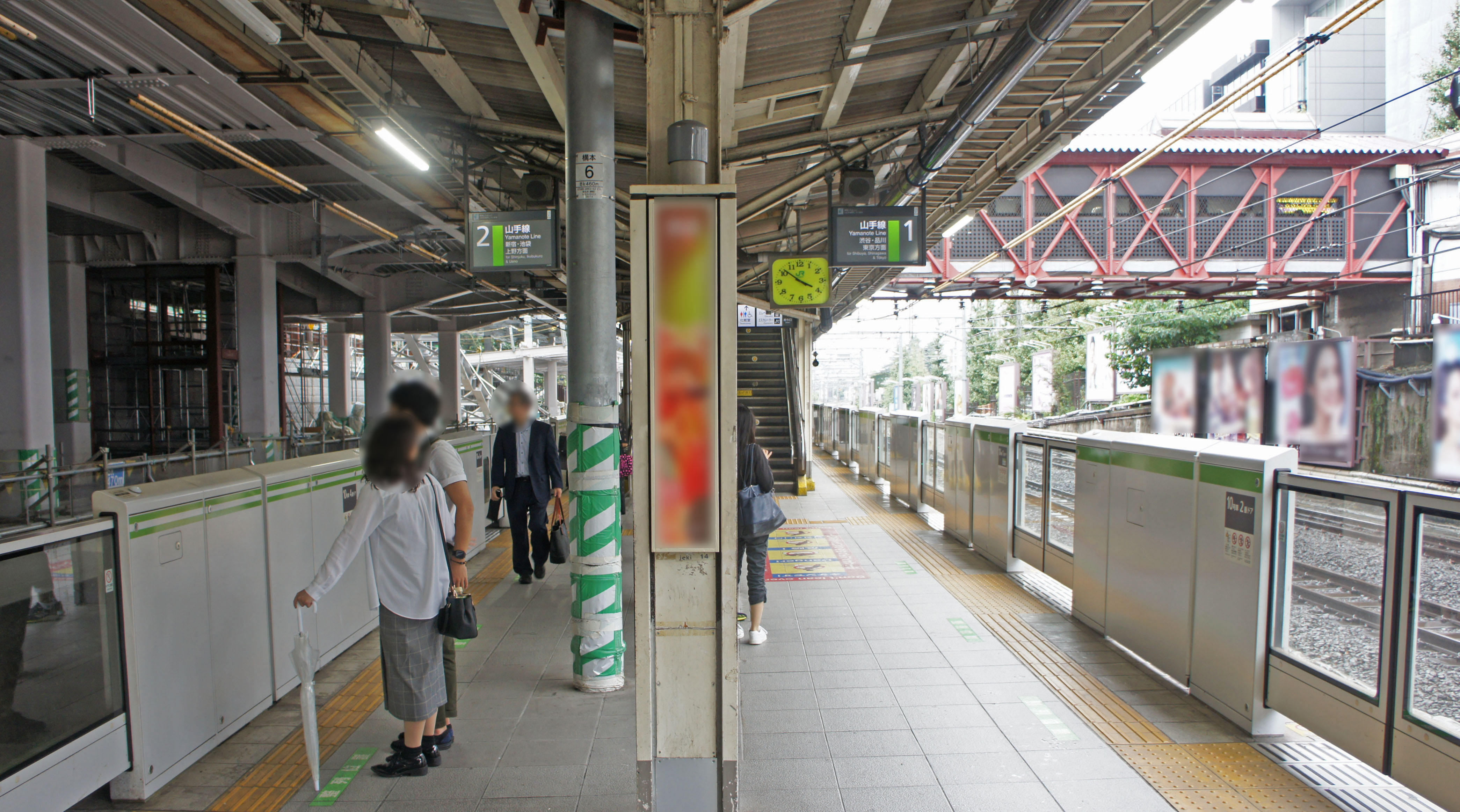
Платформа станции

Одна платформа островного типа и 2 пути. Также существует дополнительная платформа бокового типа, которая используется во время проведения мероприятий в храме Мэйдзи, для того чтобы разгрузить от пассажиропотока основную платформу.
| 1 | ■Линия Яманотэ | Сибуя・Синагава                                 |
| 2 | ■Линия Яманотэ | Синдзюку・Икэбукуро                             |
| 3 | ■Линия Яманотэ | Синдзюку・Икэбукуро（дополнительная платформа） |

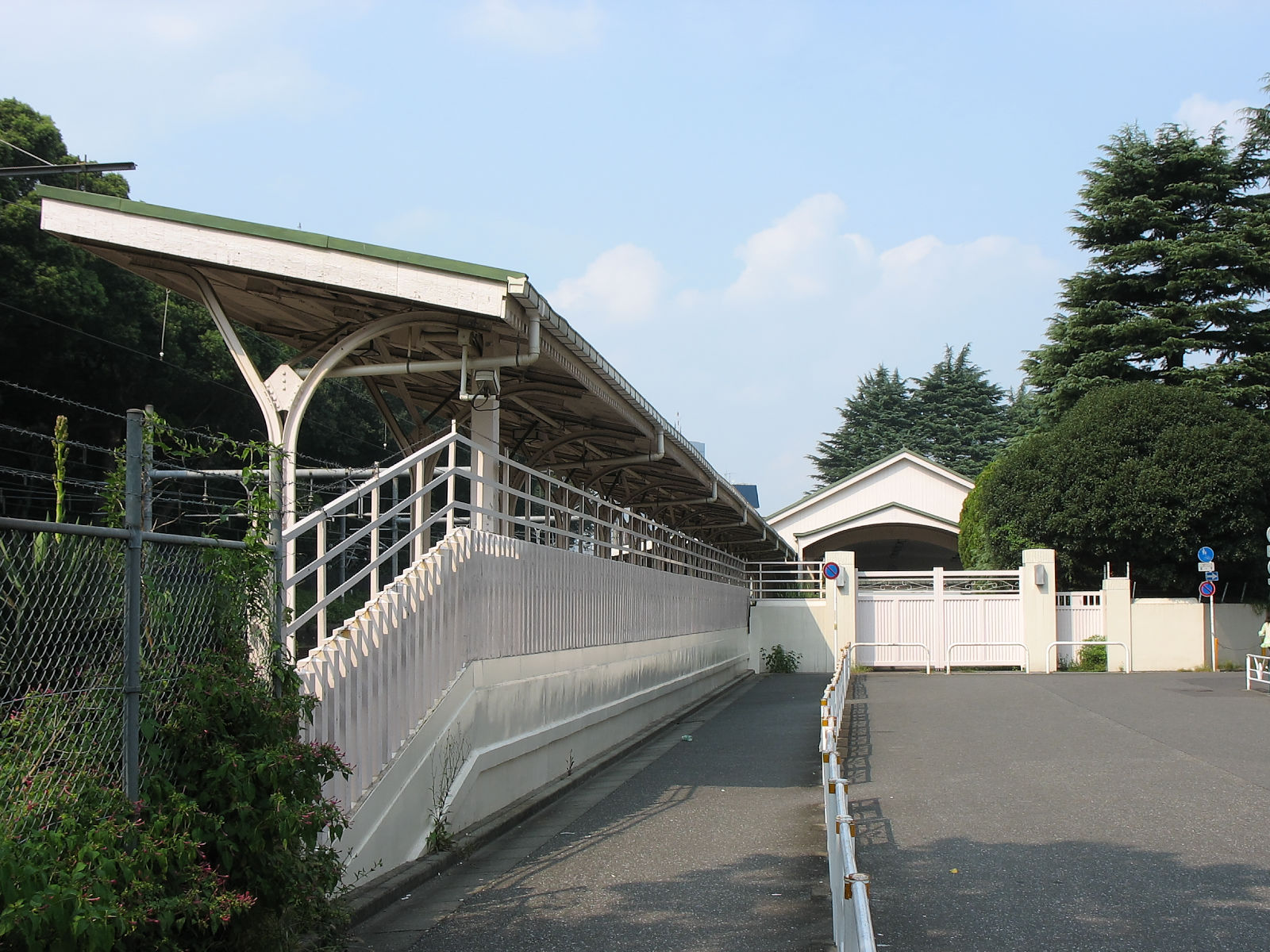
Около платформы императорского поезда.

К северу от станции расположена специальная платформа предназначенная для императорского состава.35°40′27″ с. ш. 139°42′14″ в. д.

## Близлежащие станции
| «     |  | Линия         |  | »    |
| ----- |  | ------------- |  | ---- |
| Сибуя |  | Линия Яманотэ |  | Ёёги |